# 棂星门

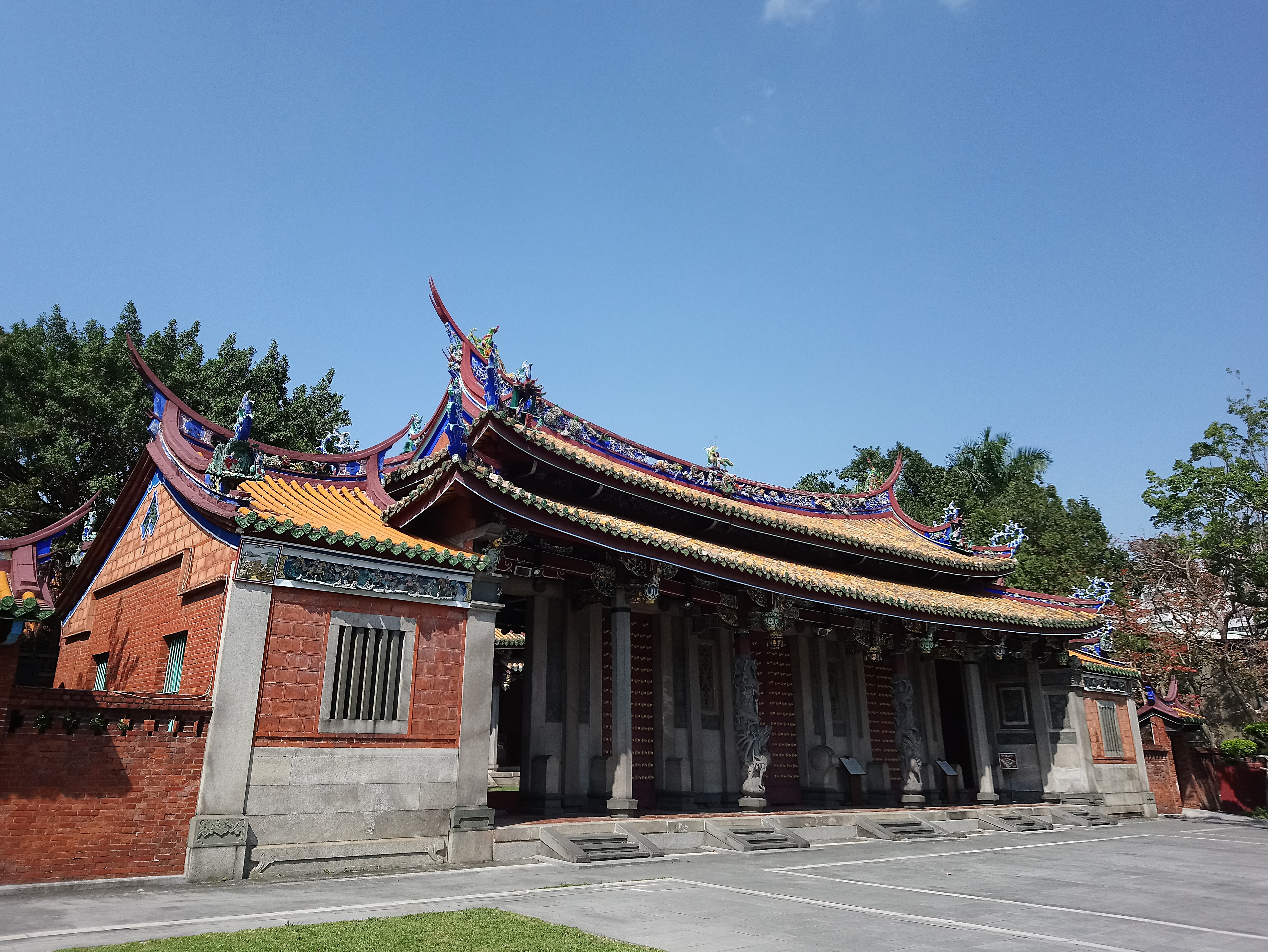
臺北孔子廟欞星門

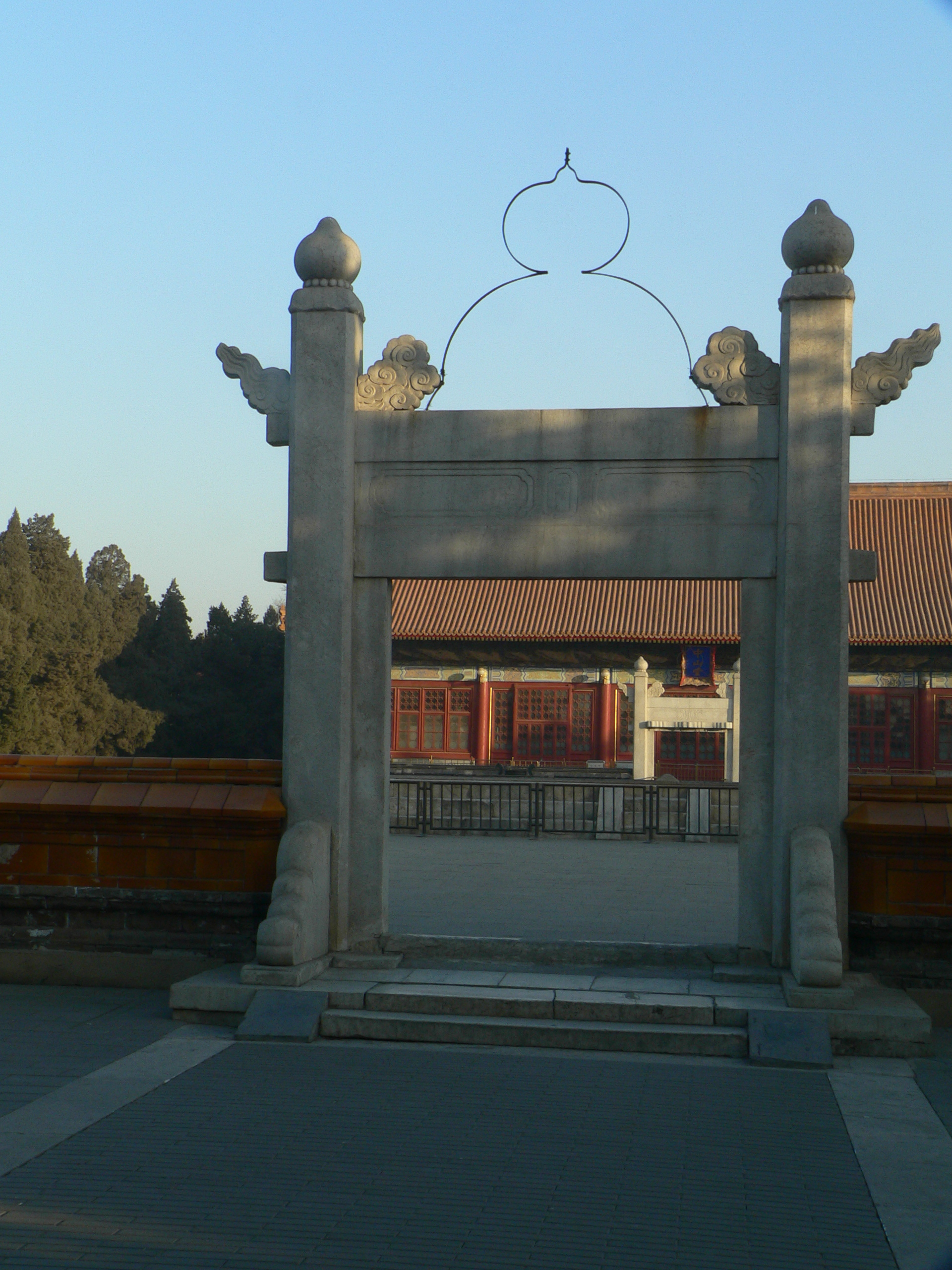
北京社稷坛坛墙上的棂星门

棂星门是「門」在中国傳统建築中的一种形式，靈星指的是角宿天田星，當早晨東方可以看見天田（商朝稱上田），預示著一年農耕的開始，殷人視為農祥之星加以祭祀，《宋史·礼志二》：“南郊壇制…… 仁宗天聖六年，始築外壝，周以短垣，置灵星门。至理宗景定間，移用於聖廟。又云國朝郊壇率循唐舊，可知靈星門為唐朝舊制。清陸以湉《冷廬雜識•靈星門》：「聖學櫺星門，當作靈星門。」可知櫺星門與靈星門為同一種建築。壝，《周禮·地官·大司徒》：「設其社稷之壝，而樹之田主。」《集韻》起土爲埒，一曰壇邊低垣圍繞者爲壝。牌坊是里坊的坊門，閥閱則偏向私人住宅，烏頭門則是指建築形式而非用途。欞星門在明代為南郊、祭壇、學宮、文廟及親王府重要的大門，隨著建築技巧的發展，明代欞星門不一定是無頂的烏頭門。
出现时间不晚于唐代。棂星门是从唐代的乌头门发展而来的
清代只有棂星门名称。因为牌坊也是从乌头门发展而来的，所以有人认为棂星门是牌坊的一个支流。中国孔庙建筑中轴线上的第一座门是棂星门，传说棂星是天上的文星，又称文曲星，把孔子比作文曲星，因此得名。也有说棂星门指的就是天门。所以宫室，祭祀建筑（如天坛，社稷坛）坛庙和陵寝建筑都设有棂星门。
据当地导游讲解，传说參观明神宗之定陵时，若走进棂星门参观宝顶明楼地宮等，离开时须原路离开從棂星门走出，代表离开帝皇冥宮之意。

## 设有棂星门的建筑
- 孔庙
- 明孝陵
- 天坛
- 社稷坛
- 南岳大庙
- 明代亲王府（如代王府、岷王府等）

## 图片

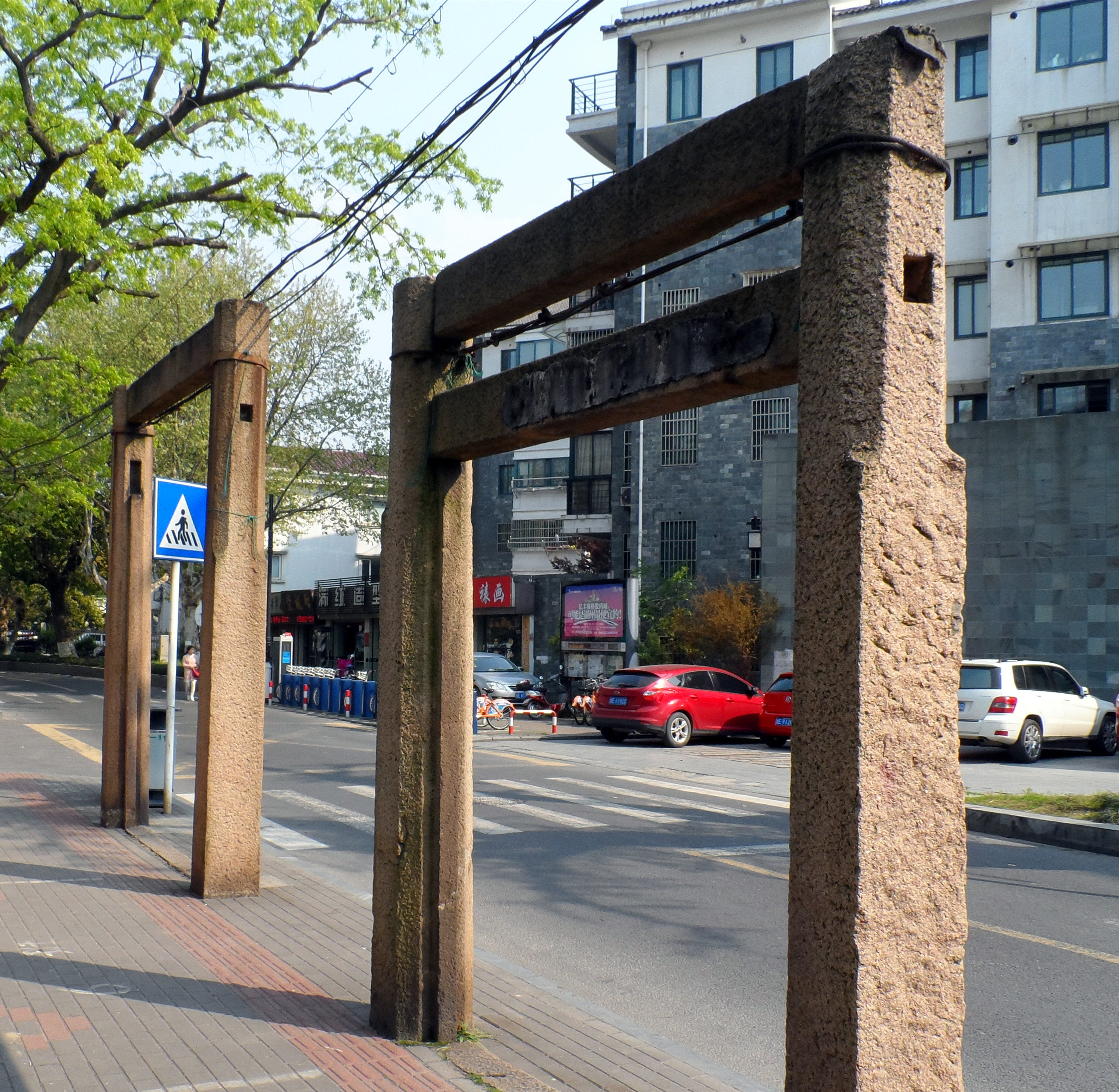
湖州歸安縣學欞星門遺跡
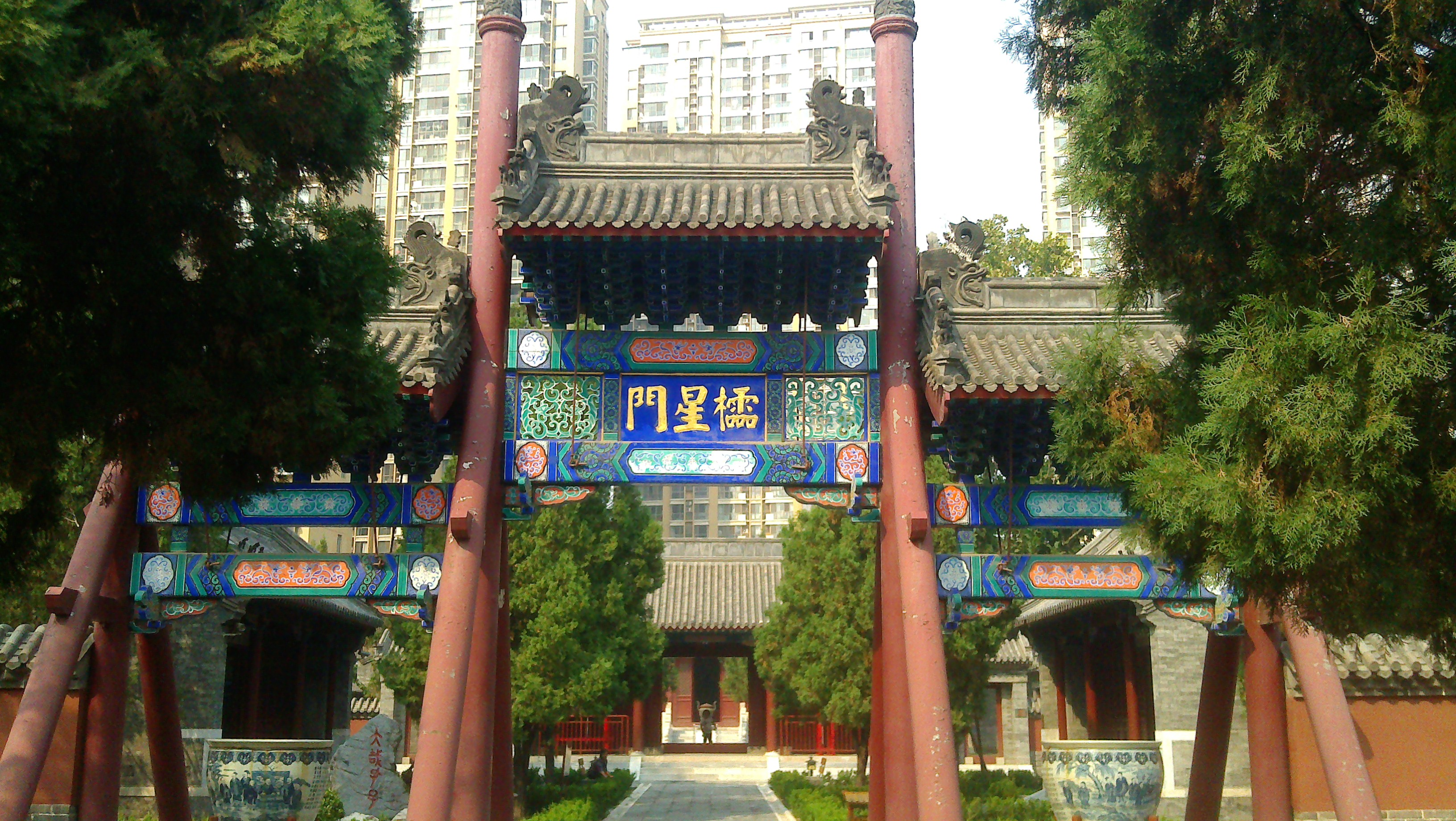
天津衛文廟內 欞星門
庐山白鹿洞书院的宋代棂星门
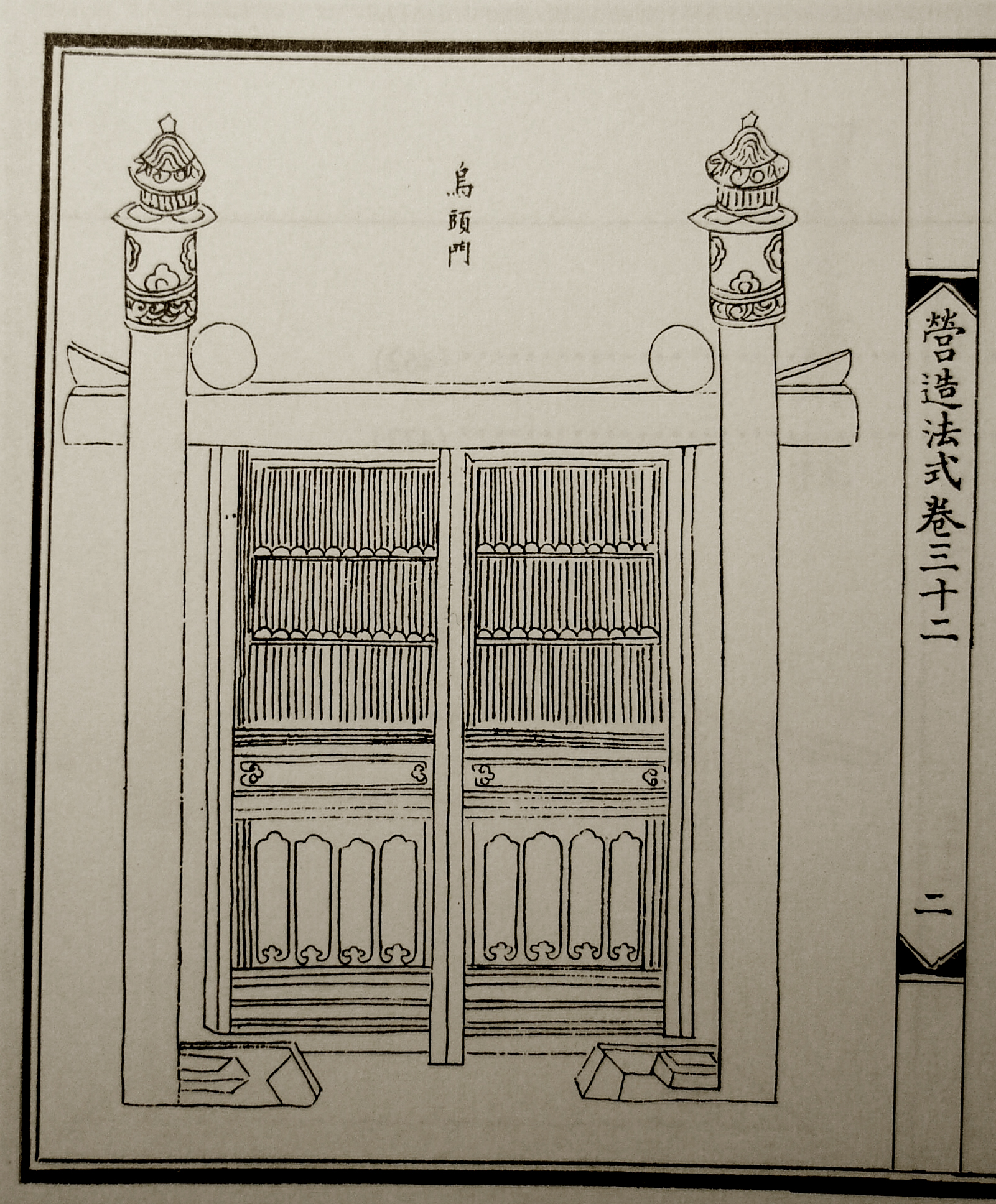
《营造法式》中的乌头门插图
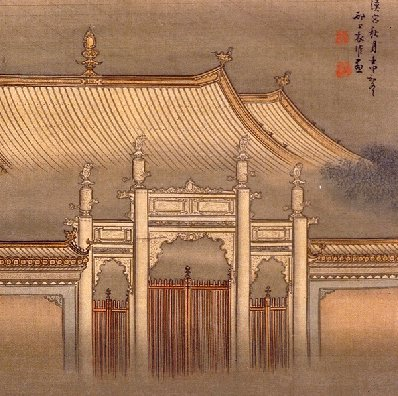
清代袁耀的《汉宫秋月图》中所绘的棂星门
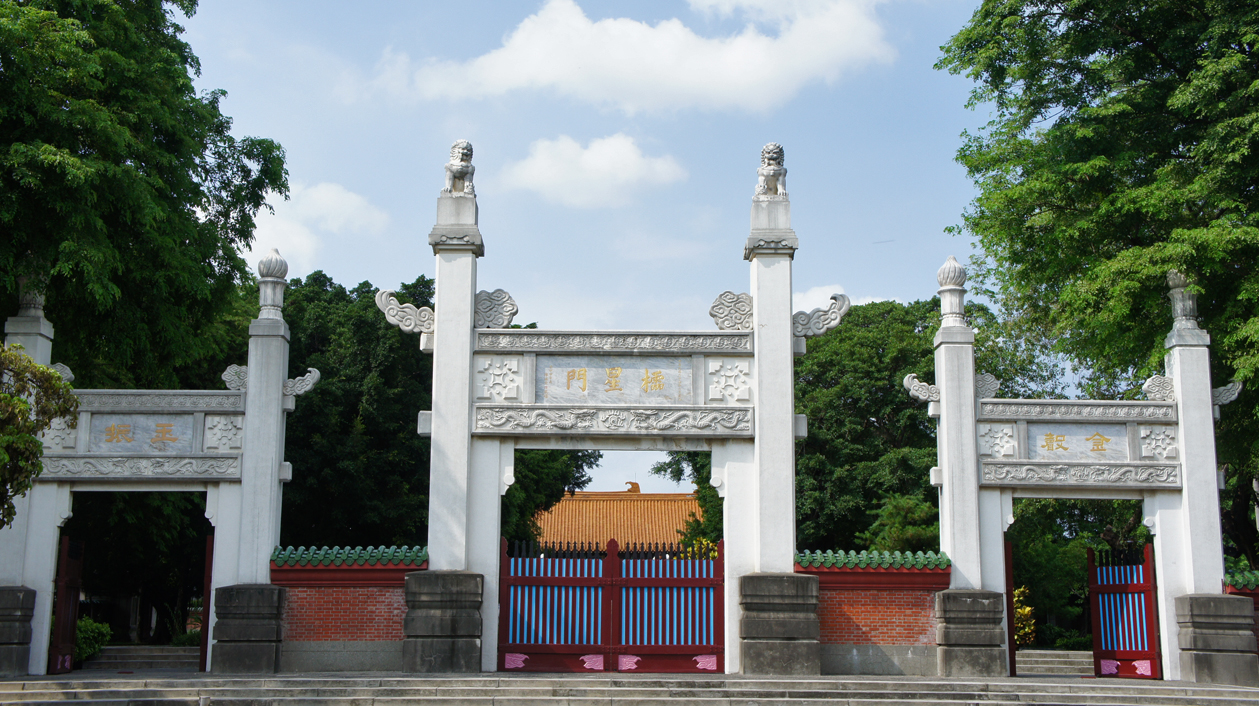
台灣臺中市孔子廟的櫺星門
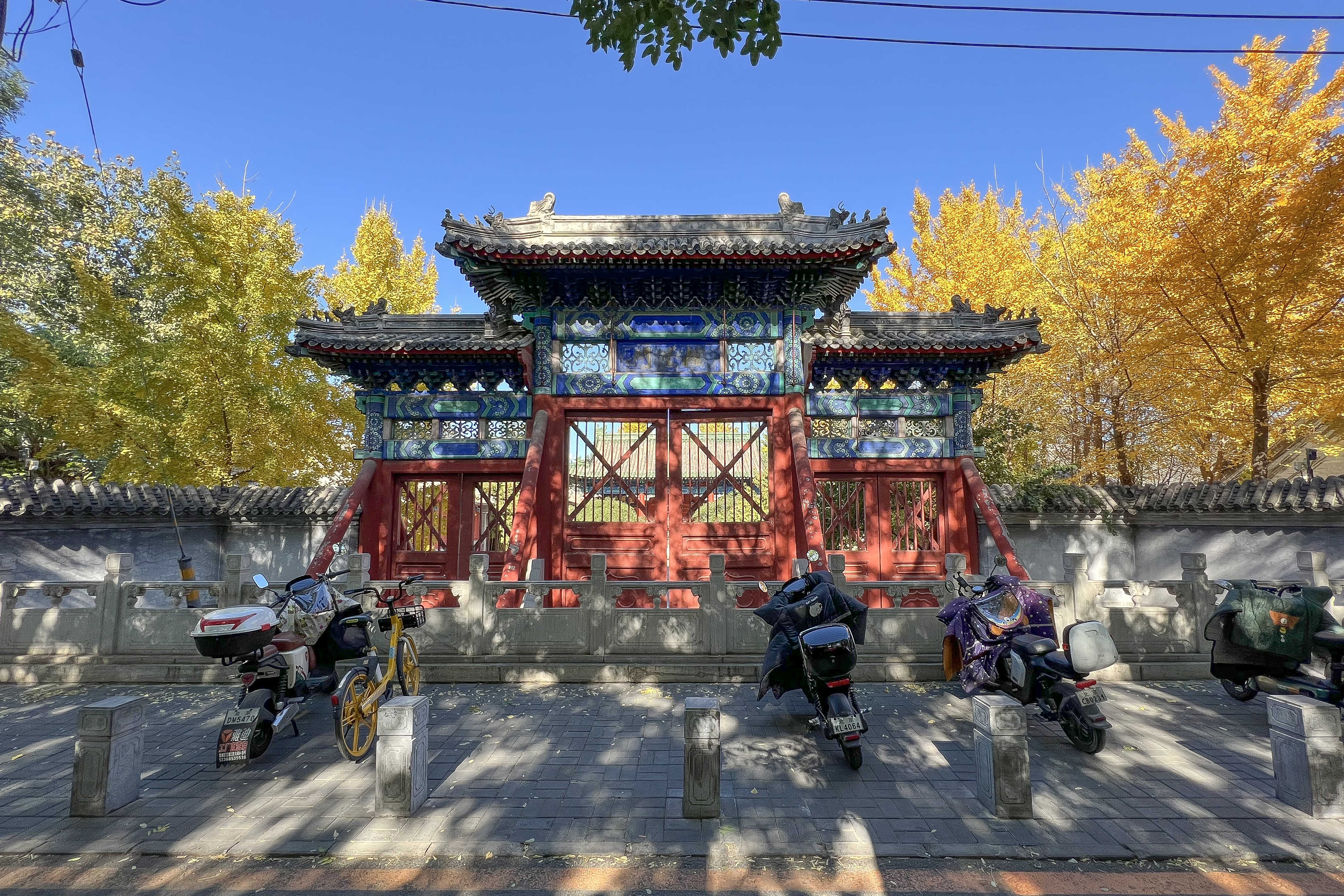
北京顺天府学的棂星门
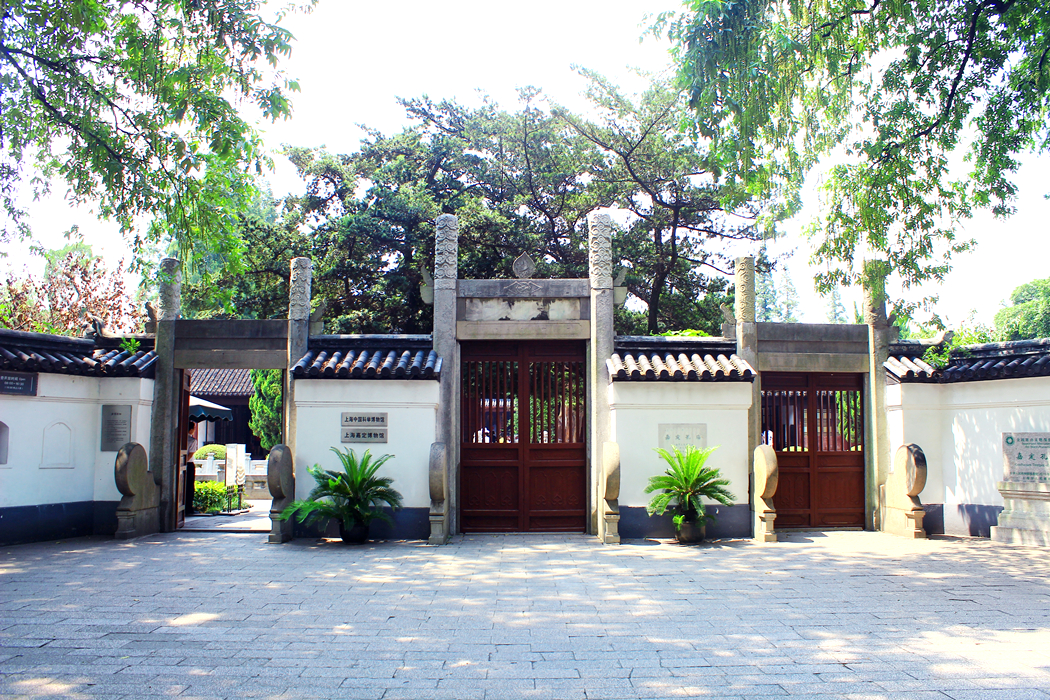
嘉定孔庙的棂星门
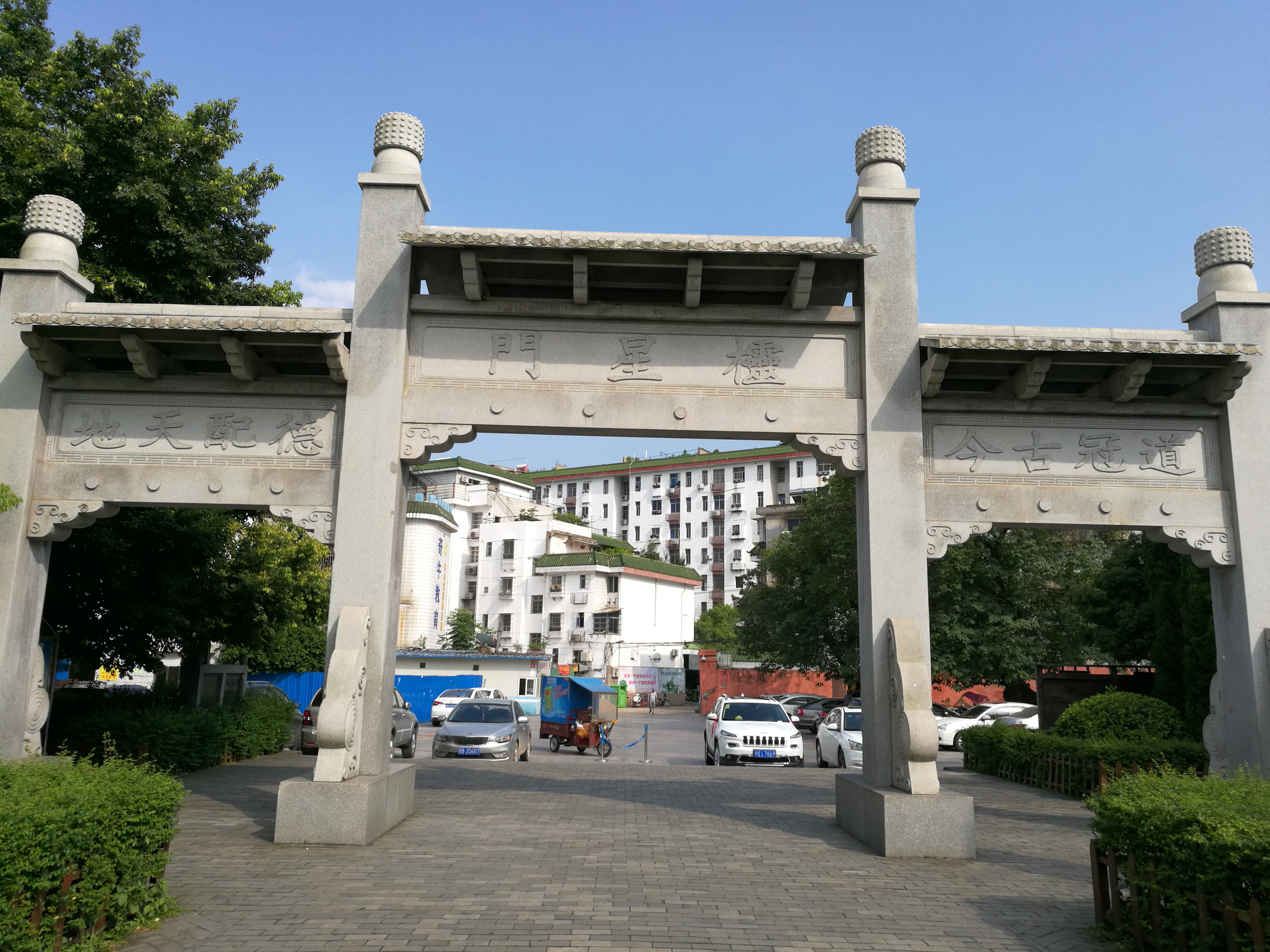
赣州文庙的棂星门（背面）
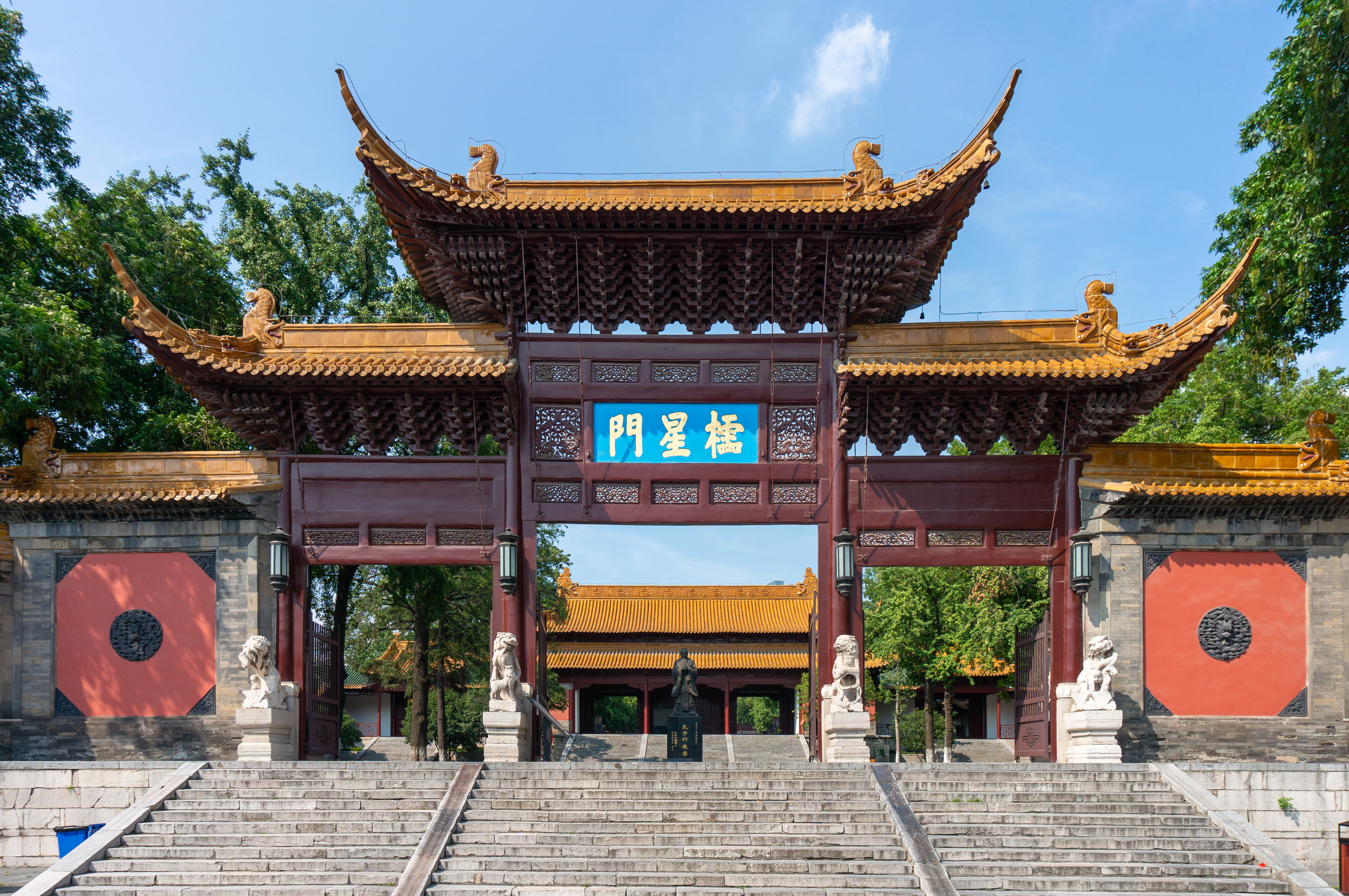
南京朝天宫江宁文庙的棂星门
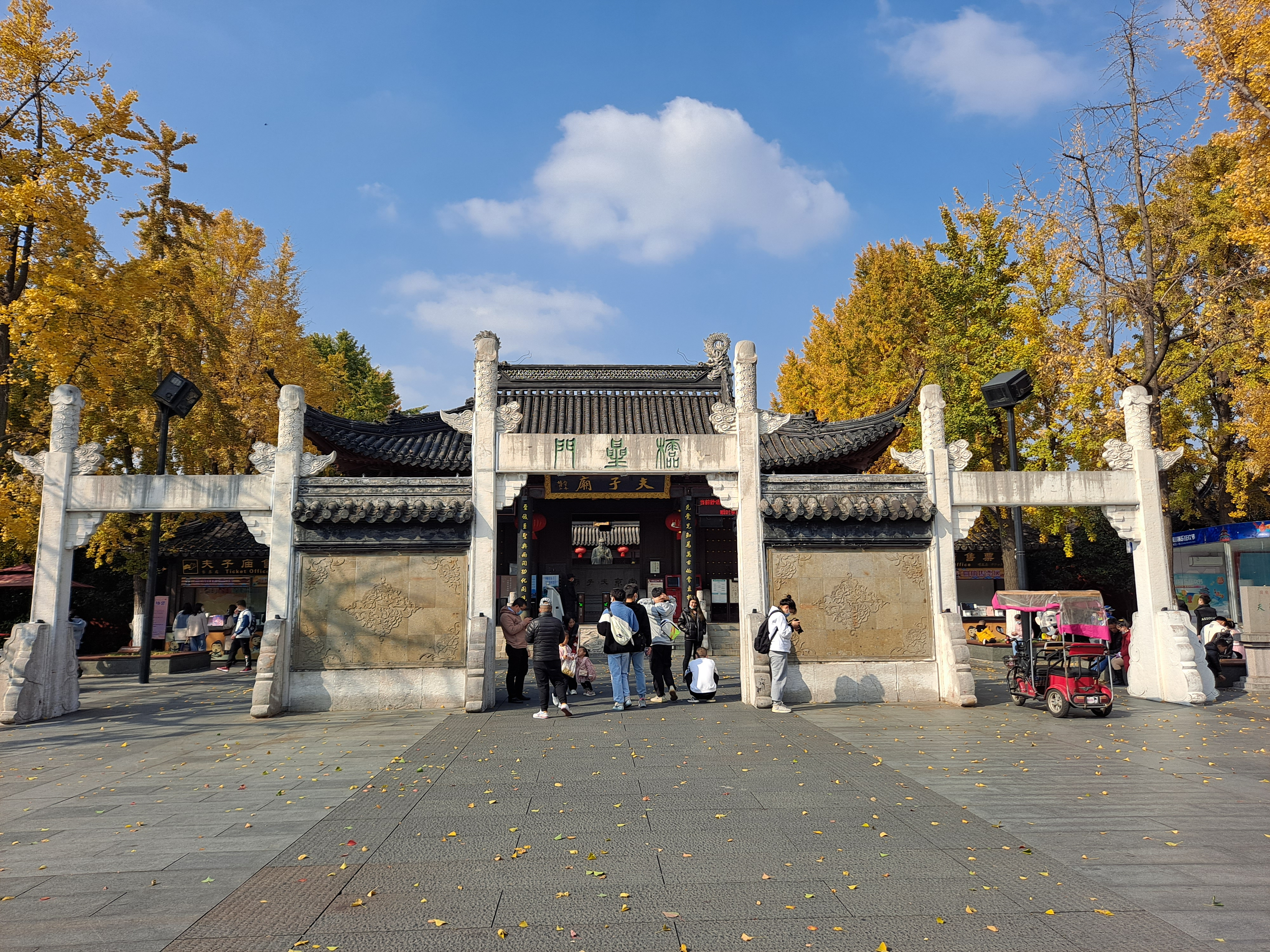
南京夫子庙棂星门